# Tokyo Rockets
Tokyo Rockets（トーキョーロケッツ）は、日本の女性アイドルグループ。レーベルはユニバーサルミュージック内アイドル専門レーベルのROCKET BEATS。同レーベルからの1stシングル｢瞬間少女崩壊｣をリリースした。

## 概要
Party Rockets、KusKus、choco☆milQを輩出しているアイドルレーベル「Rocket Beats」が主催するオーディションで選ばれた4人（植松咲衣、浅利桃子、矢野悠来、蒼井望美）で、「東京ロケッツ」が結成され、Dorothy Little Happyらが所属するステップワンの東京拠点第１弾アーティストとしてライブを中心に活動を開始した。初期のキャッチコピーは、｢ラウドなサウンドに乗せ、酸欠寸前までパフォーマンスする彼女達のライブは必見！！｣。2014年10月4日にAKIBAカルチャーズ劇場にて開催されたお披露目ライブでは動員250名超のSOLD OUTを記録した。お披露目から一か月後の11月1日には渋谷WWWにてワンマンライブを開催した。翌年、2015年4月1日ユニバーサルミュージックの「ROCKET BEATS」レーベルより1stシングル「瞬間少女崩壊」をリリース。
2015年10月、蒼井が脱退し、活動休止。同年11月新メンバー坂本実紅が加入して、活動再開した。しかし、2016年11月、矢野が脱退。再び、しばらくの活動休止になる。
2017年3月、「少女交響曲」の朝日花奈と白石彩妃が兼任しながら、新メンバーとして活動していくことを発表。3月4日に新体制でのお披露目ライブが渋谷TAKE OFF 7にて開催された。また、グループ名表記を「Tokyo Rockets」に変更する。同年5月21日には朝日と白石が少女交響曲を卒業し、Tokyo Rocketsに専念することとなった。@JAM EXPO 2017の出演決定の際に使用された新キャッチコピーは、｢結成時から定評のあったラウドでポップな楽曲と、清楚さと過激さが背中合わせに繰り広げられるパフォーマンスが融合したライブは必見！｣。7月より単独定期公演を開始し、毎月一度の頻度で開催した。同年のTOKYO IDOL FESTIVAL 2017では、Dorothy Little Happy髙橋麻里のバックダンサーを務めた。
2020年3月1日、同年6月をもっての活動停止が、公式サイトからアナウンスされた。
2020年3月28日、 白金高輪SELENE b2にて「Tokyo Rockets Last Live」が同年6月25日に開催することが発表された。
しかし、新型コロナウイルスの拡大、政府からの指針により、会場の変更、大幅な入場人数制限による開催を余儀なくされた。
それに伴い、DVD化に向けてのクラウドファンディング「Tokyo Rockets 最後のライブをファンと一緒に作りたい！サポーター募集企画！」を開始。このプロジェクトは、開始2時間でDVD化の基準である100%を達成、最終的には達成度240%超えという結果となった。
2020年6月25日、神奈川県にある「横浜みなとみらいブロンテ」にて、「 TokyoRockets〜Last Live〜」が開催された。ロードマップを受け、会場での観覧は30名に制限されたが、同時に行われたYouTubeLiveの視聴人数は400人を越え、大盛況で幕を閉じた。

## ユニット名
結成当初は、「東京ロケッツ」表記だったが、2017年5人新体制の際に「Tokyo Rockets」表記に変更された。

## メンバー
| 名前                   | 生年月日（年齢）      | 出身地   | 備考                                                                        |
| ---------------------- | --------------------- | -------- | --------------------------------------------------------------------------- |
| 植松咲衣 うえまつ さえ | 1999年3月31日（26歳） | 神奈川県 | オリジナルメンバー ミスiD2018                                               |
| 浅利桃子 あさり ももこ | 1999年9月15日（25歳） | 東京都   | オリジナルメンバー                                                          |
| 坂本実紅 さかもと みく | 1998年1月17日（27歳） | 千葉県   | リーダー 2015年11月加入 フィットワン所属                                    |
| 朝日花奈 あさひ かな   | 1997年7月13日（27歳） | 千葉県   | 2017年3月加入 オフィスアウイ所属 ラストアイドルファミリー「Good Tears」兼任 |
| 白石彩妃 しらいし さき | 2000年1月13日（25歳） | 東京都   | 2017年3月加入                                                               |

### 旧メンバー
- 蒼井望美、2015年10月脱退
- 矢野悠来、2016年11月脱退

## 作品

### シングル
1. 瞬間少女崩壊（2015年4月1日、POCS-1304〜5）
2. 愛なんていらない/アオゾラブルー（2018年1月24日、POCE-11067〜70） - OTODAMA RECORDS JUICY
  - TBSテレビ系『イベントGO!』オープニング・テーマ
3. SAKURA PROMISE（2019年5月8日、POCS-1788〜89）

### アルバム
1. ANGEL NOIZ（2018年7月25日、POCS-1707）

### 映像作品
1. ANGEL NOIZ 〜Backstage shots〜（2018年8月27日、DVD）- R’s PICTURE[2]